# Selenia sordidaria
Selenia sordidaria là một loài bướm đêm trong họ Geometridae.